# Generi guro hentai
Si definisce guro hentai (グロ 変態?) la manifestazione del genere ero guro nella pornografia manga giapponese.
Spesso ci si riferisce a questo genere usando il termine "Hentai Horror", definizione che però risulta piuttosto approssimativa, dato che possono essere anche inclusi molti hentai fantasy dalle atmosfere gotiche o addirittura il tentacle rape.
Il guro hentai è un genere molto eterogeneo nelle sue componenti e si basa fondamentalmente su tre aspetti cardine: la violenza e la cruenza; la componente erotica; il grottesco e il fascino per l'anomalia e il nonsense: tutte caratteristiche riassunte nell'appellativo hentai (anomalia, trasformazione, metamorfosi, perversione), Erotic Groctesque Nonsense (lett. erotico grottesco nonsenso).
Il guro dunque mescola elementi contrastanti ed opposti: sublime ("Tutto ciò che può destare idee di dolore e di pericolo, ossia tutto ciò che è in un certo senso terribile o che riguarda oggetti terribili, o che agisce in modo analogo al terrore" (Burke)) e grottesco (fantastico, irregolare, mescolanza di tragico e comico, bizzarro, stravagante), eros (erotismo) e thanatos (morte).
Si definiscono generi guro hentai le varie declinazioni o sottogeneri che il genere guro ha nell'hentai.

## Divisioni
La seguente classificazione del sottogenere dell'hentai chiamato guro, è fatta a posteriori e non presenta che una informale divisione del genere guro.

### Prima divisione: per componenti
A seconda della variazione dei tre parametri fondamentali del guro (erotismo, nonsenso e orrore/violenza) si possono identificare tre filoni diversi.
Ironic Guro (se è accentuato il nonsenso)
La componente ironico-grottesca è insita anche nelle immagini più violente: si tratta di un umorismo molto particolare che nasce dalla componente macabra unita al gusto per il bizzarro ad esempio trovare modi sempre più assurdi per rappresentare un corpo o un omicidio.
L'ironia si fa spesso parodia , dunque è facile trovare molte dōjinshi guro che hanno come soggetti i più famosi anime e manga (soprattutto evangelion e naruto). Anche gli stessi hentai sono parodiati: alcune immagini guro infatti sono ecchi (soft hentai) ritoccati in modo da renderli sanguinolenti e macabri.
Alcuni autori come Waita Uziga e Shintarō Kago amano inoltre inserire nei loro manga l'umorismo nero o la satira, al fine di rendere ancora più straniante , disturbante e bizzarra la loro opera.
Active Guro (se è accentuato l'erotismo)
La componente che fa più leva sulla iperviolenza legata soprattutto alla componente sessuale.Può essere visto come un'estremizzazione del BDSM.
Passive Guro (se è accentuato l'horror)
Componente più malinconica e dark del guro : è minoritaria ma non rara e fa anche uso di atmosfere tetre e terrorizzanti. La violenza è più psicologica che visiva nei confronti dello spettatore.

### Seconda divisione: classificazione per temi
Nel genere guro le seguenti componenti sono spesso fuse in modo organico ma in certe espressioni (immagini, video, manga) un componente specifico può essere più o meno sottolineato.

#### Primo tipo di classificazione per temi
GORE
Dall'inglese gore: "grumo di sangue". È la tendenza maggiore nel genere Guro, tanto che spesso è comune identificare il Guro totalmente col Gore. Ha come temi principali la tortura, le mutilazioni, l'antropofagia e l'omicidio; nella sua versione più ortodossa in esso si sperimentano molteplici tecniche per lo smembramento del corpo umano (nella maggior parte dei casi femminile) e nella sua versione estrema esso coincide con uno studio scientifico delle parti anatomiche per dare maggiore realismo e cruenza alla rappresentazione.
È molto importante precisare che il Gore esiste anche indipendentemente dal Guro, nel generico senso di "immagine cruenta".
NEKROGURO
Dal greco Nekros (Νεκρὸς): "salma, cadavere". Questo sottogenere radicalizza e accentua le tematiche espresse nel Gore, focalizzandosi maggiormente sull'omicidio (piuttosto che sulla pura tortura) e sulla decomposizione del corpo (necrofilia). È molto meno comune del Gore in quanto è più crudo ed estremo.
TERATOGURO
Dal greco Teras/Teratos (Τερας-ὸς): "mostro". La componente violenta e cruenta è associata a quella fantastica. Può essere visto come la trasposizione in chiave guro del genere fantasy/tentacle/monster dell'Hentai.
Si possono fare alcune divisioni all'interno del teratoguro:
- Monster Rape Guro: le ragazze rappresentate vengono stuprate , mutilate e uccise e divorate da una o più creature mostruose.
- Monster Girl: corrispondente al cosiddetto "freakshow": il protagonista è una ragazza il cui corpo presenta aberrazioni di natura mostruosa, che possono andare dal semplice difetto genetico o menomazione a vere e proprie forme mostruose, spesso terrificanti.

Si passa dunque dal "quad" (ragazze senza arti) a creature antropomorfe che sembrano essere una fusione di vari animali (soprattutto insetti, aracnidi, rettili, anfibi) o di mostri o oggetti inanimati (cyber-girl) o parti di cadaveri cuciti insieme.
SOFT GURO
Termine usato per designare quel tipo di guro che presenta un basso tasso di violenza: nelle immagini si focalizza soprattutto su soggetti che brandiscono armi e sono parzialmente o totalmente insanguinati oppure su impiccagioni; più che rappresentare la violenza il soft guro la suggerisce, spesso con l'uso di ambientazioni tetre o gotiche.
Abbastanza diffusa è l'iconografia della "Guro lolita" (Guro-loli): una ragazzina insanguinata e spesso vestita di bende, garze, cerotti.
OCCULT GURO
Il seguente termine è usato per designare il particolare e raro tipo di Guro che si concentra sulla componente magico-esoterica (parte di queste componenti sono condivise anche dal Fantasy Hentai e dal Teratoguro). I principali temi sono:rituali ,esseri demoniaci ,sacrifici umani. Un anime che può essere parzialmente ricondotto a questo genere è Bible Black.
Per distinguere facilmente i generi è sufficiente ricordare che il Gore si focalizza sull'antemortem (prima della morte) e sul perimortem (attorno alla morte), mentre il Nekroguro si focalizza sul postmortem (dopo la morte). Inoltre il Gore e il Nekroguro traggono maggiore influenza dal genere thriller e splatter, mentre il Teratoguro e l'Occult guro dal genere Horror.

#### Secondo tipo di classificazione per temi[2]
Gore/ Death
sadismo, smembramenti, mutilazioni, omicidi.
Scat
Coprofilia. La questione riguardo allo Scat (scatofilia) è piuttosto controversa: molte definizioni di "Guro" lo includono nel genere e alcune imageboard occidentali lo collocano nella sezione guro. Inoltre alcuni autori guro ( Shintarō Kago, Jun Hayami, Henmaru Machino) introducono alcune scene o elementi dello scat nelle loro opere (ad esempio The limits of this world, Yumiko's Juice).
In realtà lo Scat apparterrebbe ad un genere autonomo, ovvero quello dell'urofilia-coprofilia e dunque un manga scat non avrebbe i requisiti sufficienti per essere considerato guro (molti scat infatti non contengono alcuna traccia di violenza).
Si può concludere dunque che lo Scat è un elemento che si può riscontrare nelle opere guro ma che non rientra nel genere. Molti infatti erroneamente lo includono nel Guro solo in quanto "genere estremo", come la zoofilia o il BDSM.
Freakshow
Letteralmente: Show dei fenomeni da baraccone. E un termine alternativo per riferirsi al monster-girl.

### Terza divisione: per soggetti
Questa divisione è analoga a quella che si può trovare nell'Hentai generico.
Guro canonico
Soggetti femminili o soggetti femminili e maschili insieme.
Yuri Guro
Soggetti femminili in atteggiamenti saffici.
Yaoi Guro
Soggetti maschili.
Lolicon/Shotakon Guro
Soggetti rispettivamente femminili o maschili con fisionomie infatili o comunque non adulte.

## Autori guro
Esempi noti di mangaka guro sono:
Waita Uziga, Shintarō Kago, Suehiro Maruo e Jun Hayami.
Artisti guro: Suehiro Maruo, Waita Uziga, Waio, Machino Henmaru, Tsuepeshi, Zenith Lee, Gamera, Faith.
Altri autori invece non producono esclusivamente guro o producono lavori parzialmente rientranti nel genere:Henmaru Machino, Horihone Saizō, Toshio Maeda.
A causa della natura stessa del genere guro, solo pochi lavori sono pubblicati e molti artisti operano solamente o principalmente su internet in siti (per la maggior parte giapponesi) dedicati all'hentai e al guro usando pseudonimi (ad esempio Gamera è il famoso mostro tartaruga di alcuni film giapponesi).
Altri autori (come Waita Uziga e Shintaro Kago) invece posseggono siti personali nei quali espongono le proprie opere.
La maggior parte dei manga guro non è esportata al di fuori del Giappone, ad eccezione delle opere di Suehiro Maruo, pubblicate anche in Italia.
Alcune case editrici che pubblicano manga guro sono la SANWA COMICS, BIRZ COMICS, EX COMICS, MUJIN COMICS.

## Lista di manga ed anime guro
Il guro hentai è piuttosto ristretto per quanto riguarda i manga e gli anime, mentre è più abbondante per quanto riguarda immagini varie ed Oekaki (disegni amatoriali).

### Manga
- Mai-Chan's Daily Life  (Waita Uziga)
- Death Panda (Waita Uziga)
- Tokyo Akazukin(Tokyo Red Hood) (Benkyo Tamaoki)
- Poisonous Picture Book of the Bizarre(Doku Doku Ryouki Zukan)(Waita Uziga)
- Abstraction (Shintaro Kago)
- Blow Up (Shintaro Kago)
- Drafting a Water Goddess (Shintaro Kago)
- Fetus Collection (Shintaro Kago)
- Hara Kiri (Shintaro Kago)
- Head Prolapse Elegy (Shintaro Kago)
- Powerplant (Shintaro Kago)
- Punctures (Shintaro Kago)
- Springs (Shintaro Kago)
- Rin kou gen tou kan (Faith)
- Dissection (Kiyomi Fujita)
- Notte putrescente(Yume no Q - Saku) (Suehiro Maruo)
- Eroguro(Faith)
- Death Face (デスフェイス Desu Feisu) (Waita Uziga)
- Game Over (Waita Uziga)
- True Modern Stories of the Bizarre (真・現代猟奇伝 - Makoto Gendai Ryōki Ten) (Waita Uziga)
- Dismantling a New Book, Y-Style (Waita Uziga)
- Hitodenasi no Koi (Hiroaki Samura)
- Litchi Hikari Club(ライチ光クラブ) (Furuya Usamaru)
- Drainage City (Horihone Saizou)
- Hole of the Flesh (Horihone Saizou)
- Milk Age (Horihone Saizou)
- Pet Dog Protection Week (Horihone Saizou)
- Yukke-chan's Insemination Day (Horihone Saizou)
- Zoro Zoro Doro Doro (Horihone Saizou)
- A Good Day to Die(Jun Hayami)
- An Ugly Daughter Like Me (Jun Hayami)
- Beautiful Imprint (Jun Hayami)
- Love Letter From Far Away (Jun Hayami)
- Regarding Mika (Jun Hayami)
- This Is Art (Jun Hayami)
- Brother Z(Machino Henmaru)
- Dog Toy (Machino Henmaru)
- Monster Boy and Girl (Machino Henmaru)
- Mr. Octopus(Machino Henmaru)
- The Limits of This World(Machino Henmaru)
- Yumiko Juice (Machino Henmaru)
- Mr. Sarubato's Rowdy Classroom(Waita Uziga)
- The Lawless Area of Oz(Waita Uziga)
- You After the Rain(Waita Uziga)
- Ogre Hunting (Toshio Maeda)
- Safety hit in front of the station (Shintaro kago)
- Lord of the ring (Shintaro Kago)
- Il vampiro che ride (Suehiro Maruo)
- Ultra Gash Inferno Suehiro Maruo)
- Genesis (Shintaro Kago)
- The Darkness Burns
- Hentai Shounen (Jun Hayami)
- Iwa and Izaemon (Shintaro Kago)
- The Pleasure of a Slippery Cross-Section (Shintaro Kago)
- Mr. Urashima (Shintaro Kago)
- Applicant For Death (Gotoh Juan)
- Midori, la ragazza delle camelie (Suehiro Maruo)
- A Story from the Manga World (Kakuta Teruo alias Kondom)
- Dreamy Hamburger Steak (Uziga Waita)
- Shokeidai no Otome
- Mai-chan's Secret (Uziga Waita)
- Zetsubou No Uta kodomo
- Eccentricities 5 (Kobayashi Shounenmaru)
- Rose Colored Monster (Suehiro Maruo)
- Death pays all Debts (Waita Uziga)
- Overflowing Stomach (Horihone Saizo)
- Chrysalis (Masato Tsukimori)
- Rotten Bud (Mitsuka Hattori)
- The Last Disposal Spot (Tataiko Ochi)
- The Holes (Henmaru Machino)
- Mokkori Five (Asuka Siraisi)
- M.D.K
- Heads or Tails
- Otome Kari no Kan-Girl Hunting Mansion (Kesshousui)
- Graduation and beheading ceremony (Juan Gotoh)
- Edge of the Black Pond (Tokizumi Emishi)
- Tanakanburu Torture Dungeon-New World Edition
- Chirality (Satoshi Urushihara)
- Holy Night (Shintaro Kago)
- Koro Koro Soushi (Shintaro Kago)
- Koro Koro Soushi 2 (Shintaro Kago)
- Cynthia The Mission
- Black market plus (Kiyoshirou Inoue)
- Algolagnia Jadou Ou Jigoku Shoujo(Nagitoh Mikoshiro)
- Angel (Waita Uziga)
- (フライングガール) Flying Girl (Waita Uziga)
- Hell Season (vari artisti, tra cui Uziga e Saizou)
- Emergency toilet (The Seiji)
- Cat Hole (Waita Uziga)
- New National Kid (Suehiro Maruo)
- Inugami Expert (Suehiro Maruo)
- Lunatic Lovers (Suehiro Maruo)
- Paranoia Star (Suehiro Maruo)
- Closed Hospital (Shintaro Kago)
- Everything's Peaceful (Shintaro Kago)
- Many Times of Joy and Sorrow (Shintaro Kago)
- Oral cavity Infectious Syndrome (Shintaro Kago)
- A Certain Hero's Death (Shintaro Kago)
- Oyster Collection
- Milky Kuobou (all-over-wounded milky angels)
- Goro Mask Bloody
- Faker Keni Zetsubo No Uta
- Bow Rei-secret flower garden
- Maid (Waita Uziga)
- Abnormal school (Makita Aoi)
- Goth
- Lady snowblood
- Ryoko 6049 days old
- Falling (Junji Ito)
- Gyo (Junji Ito)
- Tomie (Junji Ito)
- Uzumaki (Junji Ito)
- Bride in front of the station (Shintaro Kago)
- The Unscractchable itch (Shintaro Kago)
- Shigurui
- Panorama island (Suehiro maruo)
- Otome no oshuu
- Steel maiden (Faith)
- Super glue (Shintaro Kago)
- Labyrint (Shintaro Kago)
- The memories of the others (Shintaro Kago)
- In a Quagmire (Nakarumi no naka) (Waita Uziga)
- Chou Shinsei Shoujo
- Sumomo Dou bibi Anbetsu 8
- John K Pe-ta* Monfes XI
- Vampire master Dark Crimson (Satoshi urushihara)
- Guts Marin

### Anime
Mentre nei manga il genere guro è codificato, negli anime non esiste un genere "guro" vero e proprio.Se ci si attenesse ad una definizione ristretta potremmo citare solo le animazioni provenienti da autori guro (Maruo;Shintaro Kago;Juan Gotoh). Qui si includeranno anche anime hentai e non che hanno molti aspetti in comune col guro o presentano scene che rientrano a pieno titolo nel genere. Negli Hentai questi particolari anime si possono trovare soprattutto al monster rape (specialmente le opere di Toshio Maeda) e al BDSM.
- Shitai wo Arau
- Mnemosyne
- Mr. Arashi's Amazing Freak Show (Midori Shoujo Tsubaki) (bandito in Giappone)
- Urotsukidoji: The Legend of The Overfiend
- Geno Cyber
- Bokusatsu tenshi Dokuro-chan
- Crimson Climax  (Hotaruko)
- Shintaro Kago's Animations
- Juan Gotoh's short animations
- Blood Shadow
- Violence Jack
- Mahō shōjo Ai
- Ninja School Harlem
- Dream Hunter Rem
- Hininden Gausu
- Bondage Game
- Demon Beast Invasion
- Apocalypse Zero
- Cambrian ep.2
- Ail Maniax
- Ichi The Killer ep.0
- Advancer Tina
- School of Darkness
- Inju Daikessena
- Inyouchuu Shoku
- Guy Double Target

Opere che non rientrano nel genere Guro ma presentano alcuni aspetti in comune:
- Shin Bible Black: La Lanza de Longinus
- Berserk (Kentaro Miura)
- Il video Fukuro del team dei creatori di Silent Hill
- Excel Saga ep.26
- Higurashi No Naku Koro Ni/Kai/Rei
- Harvest Nights
- Ikusa No Otome Valkyrie
- School Days
- Battle Royale

## Videogiochi
- Demonophobia
- Hanakamuri
- Dividead
- Saya no Uta
- Heaven death game
- Love latter
- Battle rape fantasia (battle slave fantasia)
- Inbou Utahime
- Gore Screaming Show
- Studio S

## Curiosità
- La band Death Metal chiamata "Lord Gore" ha adottato nella copertina dell'album "The autophagous orgy" (l'orgia autofaga) un'immagine chiaramente ispirata all'Hentai Guro. Analogamente i soggetti gore sono usati nella Gore-Grind music.
- Il Gore non appare solo negli hentai, ma (ovviamente privo della componente sessuale) anche in cartoni occidentali: nei Simpson infatti il cartone Grattachecca e Fichetto è una parodia splatter di Tom e Jerry. Grattachecca e Fichetto associa la componente sadica e violenta a quella ironica (proprio come avviene nel Guro) e così facendo ironizza sulla violenza presente nei mass media.